# Musztarda

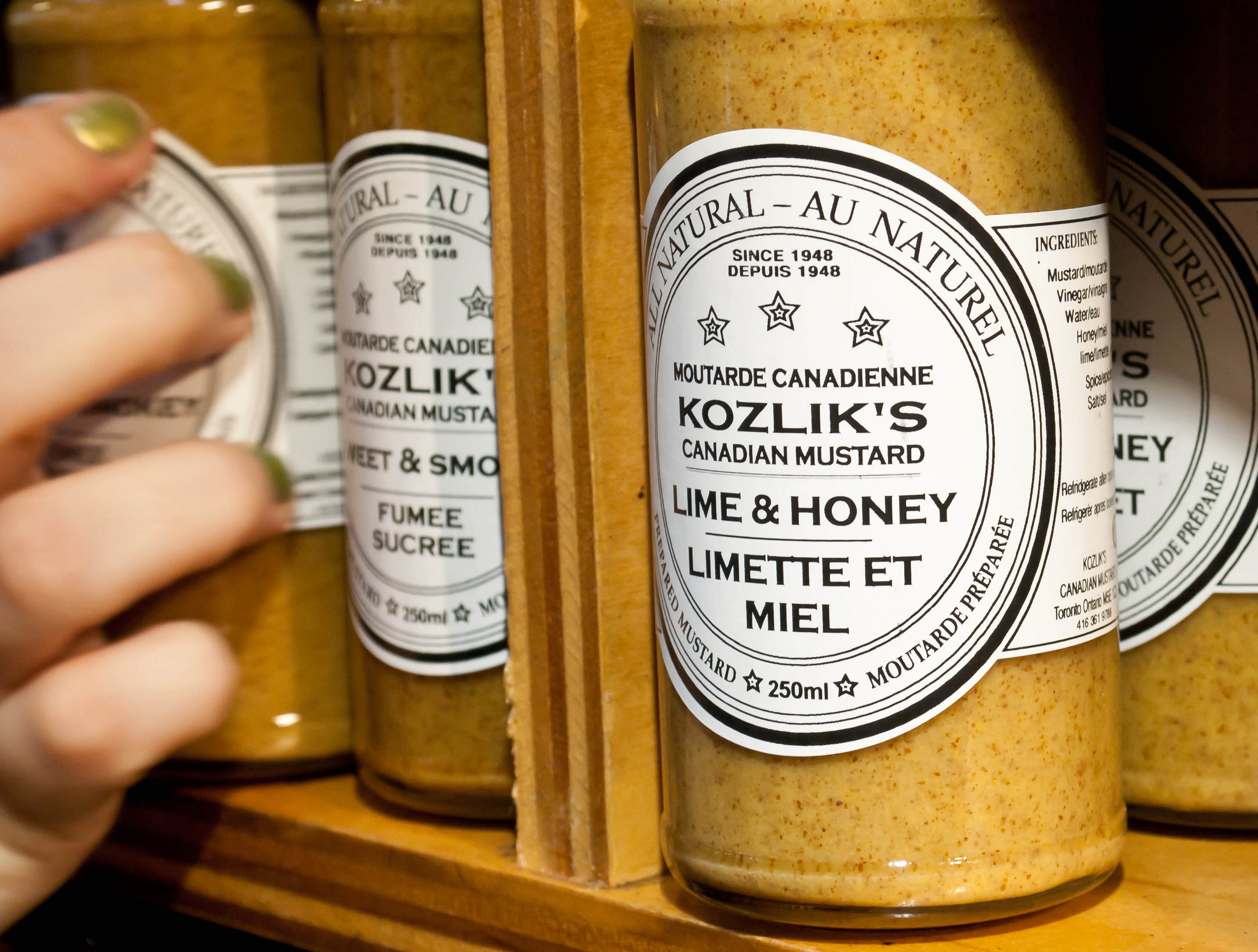
Musztarda w szklanych pojemnikach

Musztarda – zimny sos, którego głównym składnikiem są nasiona gorczycy – białej, czarnej lub sarepskiej; w wielu językach, w tym niemal wszystkich europejskich, nosi tę samą nazwę, co roślina, z której nasion jest zrobiona. Powstała w starożytnym Rzymie na początku naszej ery i od początku uznawano ją za przyprawę o wartościach leczniczych (łagodzi bóle reumatyczne, pobudza trawienie tłuszczu, działa antybakteryjnie oraz obniża ciśnienie krwi).

## Rodzaje musztard

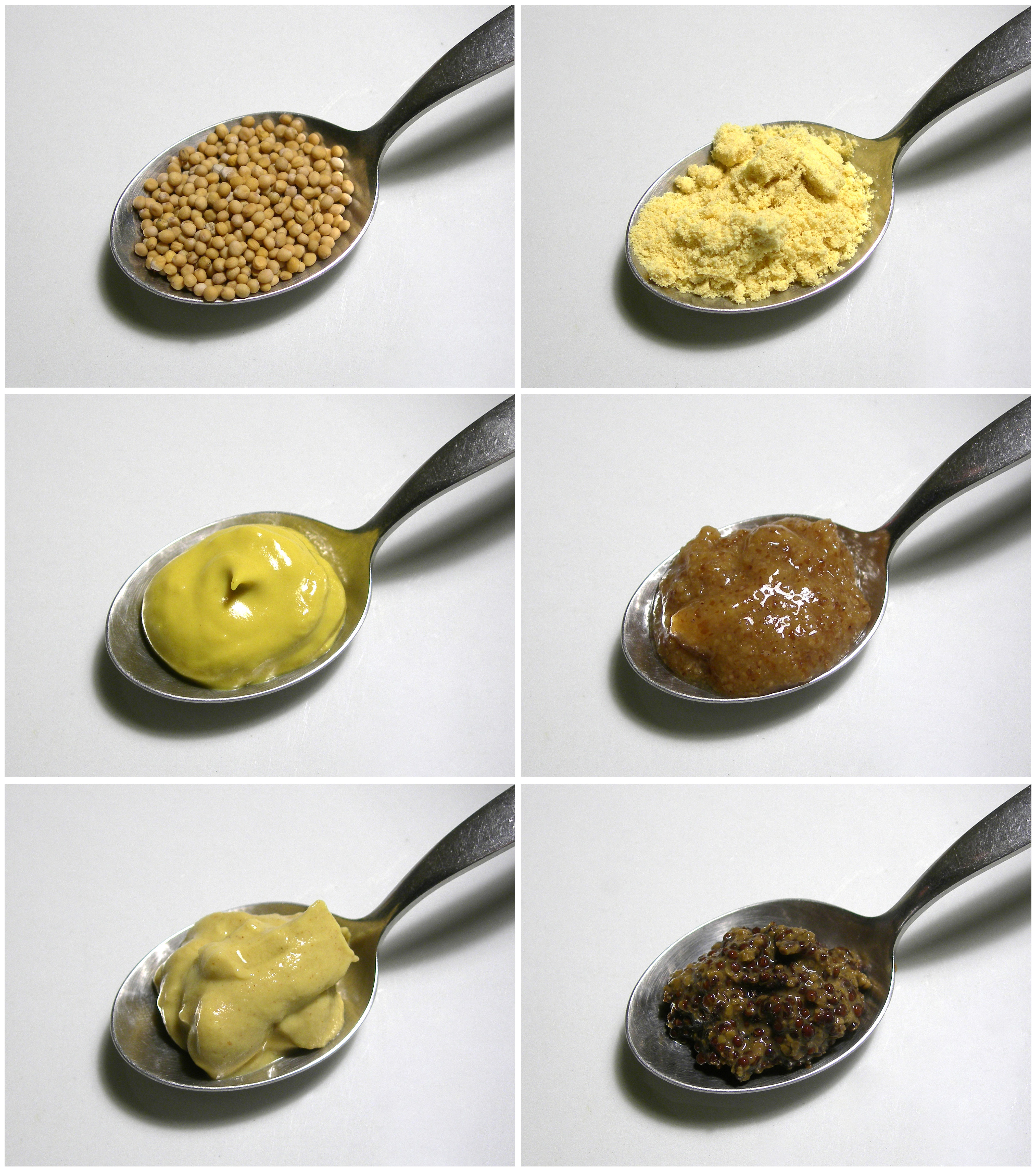
Różne rodzaje musztardy. W lewym górnym rogu nasiona gorczycy

Musztarda powstaje w wyniku łączenia nasion gorczycy (zwykle mielonych) z octem. Dodaje się także sól i cukier. Poprzez zastosowanie różnych gatunków gorczycy i sposobu ich mielenia (stopnia rozdrobnienia), a także ze względu na różne proporcje składników i dodatków powstało wiele odmian musztardy, m.in.:
- stołowa – na ogół łagodna lub lekko pikantna, jasna, popularna odmiana musztardy;
- sarepska – tworzona z gorczycy sarepskiej, uprawianej głównie w Rosji; średnio ostra, widoczne połączenie gorczycy jasnej i ciemnej.
- kremska – bardzo drobno mielona, delikatnie słodka i łagodna w smaku;
- dijon – bardzo ostra i zdecydowana w smaku, w niektórych jej odmianach zamiast octu używane jest białe wino[2] (w oryginalnej recepturze z XIX w. był to moszcz winny);
- francuska – większość nasion gorczycy pozostaje w całości, użyty do produkcji jest ocet winny, często dodatkiem jest także wino, musztarda jest na ogół łagodna w smaku;
- bawarska – wybitnie słodka, najczęściej z dodatkiem cukru, miodu lub musu jabłkowego;
- rosyjska – zazwyczaj bardzo ostra, z dodatkiem czarnej ostrej gorczycy.

Dzięki dodatkom powstają musztardy smakowe, m.in.:
- miodowa,
- chrzanowa itp.

Na ogół musztardy o tej samej nazwie, lecz różnych wytwórców, znacznie różnią się od siebie smakiem.

## Zastosowanie
Musztarda używana jest do poprawiania smaku potraw, głównie mięs, wędlin. Jest stosowana także w celu nadania mięsu odpowiedniej konsystencji (mięso staje się bardziej kruche). Musztarda jest podstawowym składnikiem sosów musztardowych.
Cechami dyskwalifikującymi przydatność do spożycia są: pleśń, ślady fermentacji oraz wytrącająca się wodnisto-oleista ciecz na powierzchni.